# Шнява
Шня́ва (нидерл. Snauw, нем. Schnau) или шнава — небольшое парусное торговое или военное судно, распространённое со второй половины XVII века до конца XIX века в северных странах Европы и в России.

## Описание судна
Шнявы имели две мачты с прямыми парусами и бушприт, стаксель и кливер. Также шнявы имели третью мачту (так называемую шняв-мачту, трисель-мачту), стоящую непосредственно вплотную за грот-мачтой с небольшим зазором, на которой несли трисель с гиком, пришнурованный передней шкаториной к этой мачте. Иногда эта мачта заменялась специальным тросом (джек-штагом), к которому кольцами присоединялась шкаторина паруса. Военные шнявы вооружались 12—18 пушками малого калибра. Среднее водоизмещение шнявы было около 150 тонн, длина 25—30 метров, ширина 6—8 метров, экипаж до 80 человек.

## В российском флоте
В составе российского флота суда данного типа появились в начале XVIII века. Во время Северной войны 1700—1721 годов шнявы хорошо зарекомендовали себя в качестве универсальных военных судов. Использовались для ведения разведки, прикрытия на морских переходах гребных флотилий, охраны транспортных судов, участия в крейсерских операциях, захвата каперов и транспортных судов неприятеля. Во время начавшегося после смерти Петра I постепенного упадка флота строительство шняв было прекращено. А в конце XVIII века, после появления в составе флота бригов, необходимость в их постройке отпала.